# Headspin

O giro de cabeça, seguido de uma variação.

O giro de cabeça, no inglês headspin, é um movimento atlético acrobático do tipo powermove onde o executante se equilibra em sua cabeça enquanto gira continuamente ao longo do eixo vertical de seu corpo, sem qualquer outro tipo de apoio; apenas os braços e pernas serão usados para iniciar o giro. O movimento é comumente empregado na arte afro-brasileira capoeira e no break dance (breaker: b-boy e b-girl). Embora o dançarino b-boy "Kid Freeze do Brooklyn" às vezes seja creditado por ter inventado o headspin na década 1970, o primeiro registro é de uma criança fazendo movimento em no filme "A Street Arab" (1898) de Thomas Edison, e posteriormente no filme Wild Boys of the Road (1933). O dançarino, Olav Thorshaug, realizou shows de hallingdans noruegueses nos Estados Unidos da América por volta da década de 1910, incorporando o headspin em sua dança.
A primeira parte do movimento com a cabeça também é usada como um congelamento (finalização de uma combinação), é chamado de chapeleira.
Em 2012, oficialmente o b-boy Youssef El Toufali conquistou o título de recordista mundial do livro dos recordes (Guinness) executando 137 giros contínuos em apenas um minuto. Em 2014, foi a vez de uma b-girl, Luisa Asbeck que conquistou o título de recordista mundial.

## Variações
As variações do giro da cabeça podem incluir chutes e bombas, e algumas versões que alteram a velocidade e a estética do movimento, como o Stop n Go, Fast Ride e Head Stop. Assim como variações que executam posições de pernas durante os giros como: pike, Lotus Spins, pencil, bicycle, Kid Megas, egyptian, russian.

## Ligações externos
- Wild Boys of the Road (1933). no IMDb.
- Kid Freeze no giro contínuo